# ルルワ
ルルワ（Luluwa）は、いくつかの宗教的伝承によれば、アダムとイヴの長女で、カインの双子の妹であり、アベルの妻。これらの伝承によると、ルルワは生物学的に生まれた最初の人間の女性だった。ルルワに起因するアベルとカインの間の感情的な摩擦は、（アブラハムの宗教の伝統に基づく）世界初の殺人の主要な原因となった。

## 説話
アベルの姉であり妻であるルルワは、アダムとイヴの娘たちの中で最も美しく、母親よりも美しいと説明されている。しかし、カインはルルワと一緒にいたイヴの子宮の中で、ルルワを憎んでいたと伝えられている。ルルワという名前は「美」を意味する。アラビア語では「真珠」という意味であり、「月の宝石」という意味もある。一方、カインという名前は、双子の妹を憎んでいたことに因んで「憎む者」を意味した。
アベルはカインにとってのルルワと同様に、双子の妹アクレミア（Aklemia）を持っていた。イスラム教とラビの伝承によると、彼らと彼女らの父親であるアダムは、ルルワはアベルと結婚し、アクレミアはカインと結婚することを提案した。ルルワをアクレミアよりも魅力的だと思っていたカインは、この提案に反対した。ルルワの双子の兄弟を納得させるために、アダムは、神意を伺うために彼に神への捧げものを供えさせたが、カインの供え物は神によって拒絶された。カインはアベルを殺害すればルルワが自分の妻になると考え、アベルを殺害した。
『アダムとイヴとサタンの対立』によると、ルルワはカインがアベルを殺した時、そのことを泣きながらアダムとイヴに伝えた。アダムとイヴは驚いて泣き叫びながらアベルが殺された場所に行くと、アベルの遺体に獣が群がっていた。家族は大泣きした後、遺体を埋葬し、140日間喪に服した。その時アベルは15歳半で、カインは17歳半だった。弟の喪が明けると、カインはアダムとイヴの許可なしで妹のルルワと結婚した。両親は息子を一人失った悲しみに囚われ、カインがルルワに近づくことを制止できなかった。ルルワとカインは共にエデンから抜け出し、果物の木などが生い茂る山の麓に拠点を置いて子供を儲けた。

## 背景
創世記4:17では、アベルを殺害した後、「カインは妻を知り、妻はエノクを身籠って産んだ」と記述されている。カインとアベルが妻をどこで見付けたかを説明するための試みの中で、『蜂の書』を含むいくつかの伝統的な情報源は、アダムとイヴの子供たちは、それぞれが双子の姉妹と一緒に産まれたと述べた。『ピルケイ・デ・ラビ・エリエゼル』では、カインが双子の妹を娶ったことは近親相姦であるが、彼らが結婚できる女性は他におらず、当時はトーラーが啓示される以前だったため、許容されると説明されている。
『サンヘドリン』には、詩篇89:3について、世界が創造された初期の段階で、兄弟姉妹婚が許可されていたことを示唆する章句だとの見解が記されており、このためにカインは妹と結婚し、アダムは娘と結婚しなかったという。

## 著作家の見解
ルルワは、ヨベル書のアワンと同一視される場合がある。ローレンス・ガードナーによる「偽史的」ともされる著作『聖杯王たちの創世記』では、ルルワはエンキとリリスの娘であり、本当の名前は「ルルワ・リリス」で、その夫カインはエンキとイヴの息子であると主張されている。同作によると、ルルワはカインとの間にエノクとエタナを産んだ。バーバラ・ウォーカーは、ルルワはリリスと共にリルの化身であると述べた。

## 他の名前
『アダムとイヴとサタンの対立』を情報源に、または同書と同じ情報源から作られたことが確実視されている『宝の洞窟』では、ルルワはレブダ（Lebhûdhâ）という名前である。東方正教会の伝統のいくつかの文献には、ルルワの名前がカルマナ（Calmana、Calmanna）と記載されている。アクリマという名前もあり、スペルは、Aclima、Aclimah、Aclimia、Aclimiah、Klimia、Klimiaなどがある。
『セーデル・ハドロット』によれば、カインの妻かつ双子の妹はカルマナ（Kalmana）で、アベルの妻かつ双子の妹はバルビラ（Balbira）だった。
カインの双子の妹は、『メトディウスの予言書』ではカルマナ（Kalmana）、『黄金伝説』ではカルマナ（Calmana）と呼ばれた。

## 大衆文化
ルルワは、ジャン・マークの小説『God's Story: How He Made Mankind』で、カインの双子の姉妹として登場する。